# Palau Taçara
El Taçara, o el Palau Taçara, també conegut com el Palau de Darios el Gran, era l'edifici exclusiu de Darios el Gran a Persèpolis, a l'Iran. Es troba a 70 km al nord-est de la ciutat de Siraz, a la província de Fars.

## Història i construcció

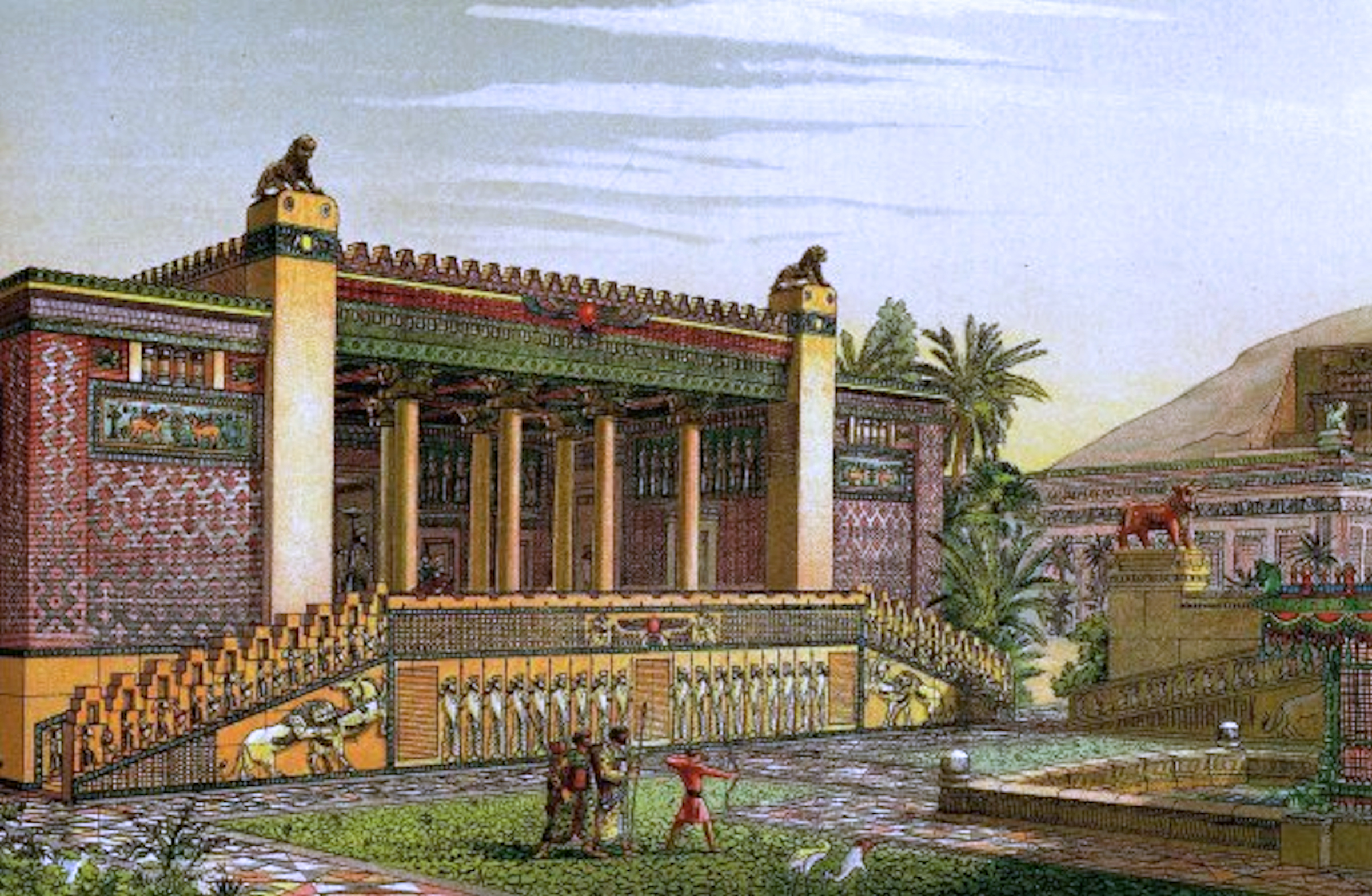
L'exterior del Taçara i els seus jardins, descrits per Charles Chipiez

Es va construir a l'època de l'Imperi aquemènida (550 - 330 abans de la nostra era). L'edifici ha estat atribuït a Darios el Gran, però només una petita part se'n va acabar durant el seu regnat. El va concloure després de la mort de Darios, el 486, el seu fill i successor, Xerxes I de Pèrsia, que l'anomenà taçara en persa antic, és a dir, 'palau d'hivern'. Després el va utilitzar Artaxerxes I. Les seues ruïnes es troben al sud de l'Apadana.
En el segle iv ae, després d'envair la Pèrsia aquemènida el 330 ae, Alexandre el Gran va permetre a les tropes saquejar Persèpolis. Aquest palau fou una de les poques estructures que escapà de la destrucció en la crema del conjunt per part de l'exèrcit d'Alexandre.
A més a més, encara que el Palau Taçara és el nom més comú, en té d'altres, com ara el saló de mirall, perquè les parets n'eren polides fins al punt que reflectien com espills. També ha sigut museu de cal·ligrafia, així que al llarg de la història algunes inscripcions s'han integrat al palau.

## Estructura
El Taçara està d'esquena a l'Apadana, orientat cap al sud. Amb els seus 1.160 m2, és el més petit dels edificis del palau de la Terrassa de Persèpolis.
Com que és l'estructura més antiga del palau a la terrassa, es va fer amb pedra grisa de la millor qualitat. La superfície era quasi negra i polida fins a aconseguir una lluentor intensa. Aquest tractament de superfície combinat amb la pedra d'alta qualitat és la raó per la qual és la ruïna més intacta de totes les de Persèpolis hui. Encara que les parets de blocs de fang s'han desintegrat totalment, els enormes blocs de pedra dels marcs de portes i finestres ens han pervingut.
La sala principal és de 15,15 m × 15,42 m amb tres fileres de quatre columnes. Una finestra completa de 2,65 m × 2,65 m × 1,70 m es va tallar en un sol bloc de pedra i pesava 18 tones. El marc de la porta es va crear a partir de tres monòlits separats i pesava 75 tones.
El mateix que altres parts de Persèpolis, el Palau Taçara té relleus de dignataris. Hi ha figures esculpides de portadors de llances i grans escuts rectangulars de vímet, ajudants o servents amb flascons de perfum i tovalloles, i un heroi de la reialesa que mata lleons i monstres. També hi ha un baix relleu a la porta principal que mostra Darios el Gran usant una corona emmerletada coberta amb làmines d'or.
El Palau Taçara està connectat al pati sud per una doble escala invertida. Més tard, sota el regnat d'Artaxerxes III, s'hi afegí una nova escala al nord-oest del palau, connectada a la sala principal per una porta nova. En les parets d'aquestes escales, hi ha representacions esculpides de figures com ara servents, assistents i soldats vestits com medes i perses, així com delegacions portadores d'obsequis que flanquegen les inscripcions tallades.
L'orgull de Darios el Gran per l'excel·lent artesania és evident en ordenar aquesta inscripció en els 18 nínxols i marcs de finestres: Marcs de pedra, fets per al palau del rei Darios.

## Funció
La funció de l'edifici, però, era més cerimonial que residencial. Servia juntament amb les escales d'entrada orientades cap al sud com el lloc per a celebrar el Nowruz fins que els altres edificis que formarien Persèpolis es poguessen acabar, i això incloïa una unió provisional de l'Apadana, el Saló del Tron i un Saló de Banquets.

## Galeria

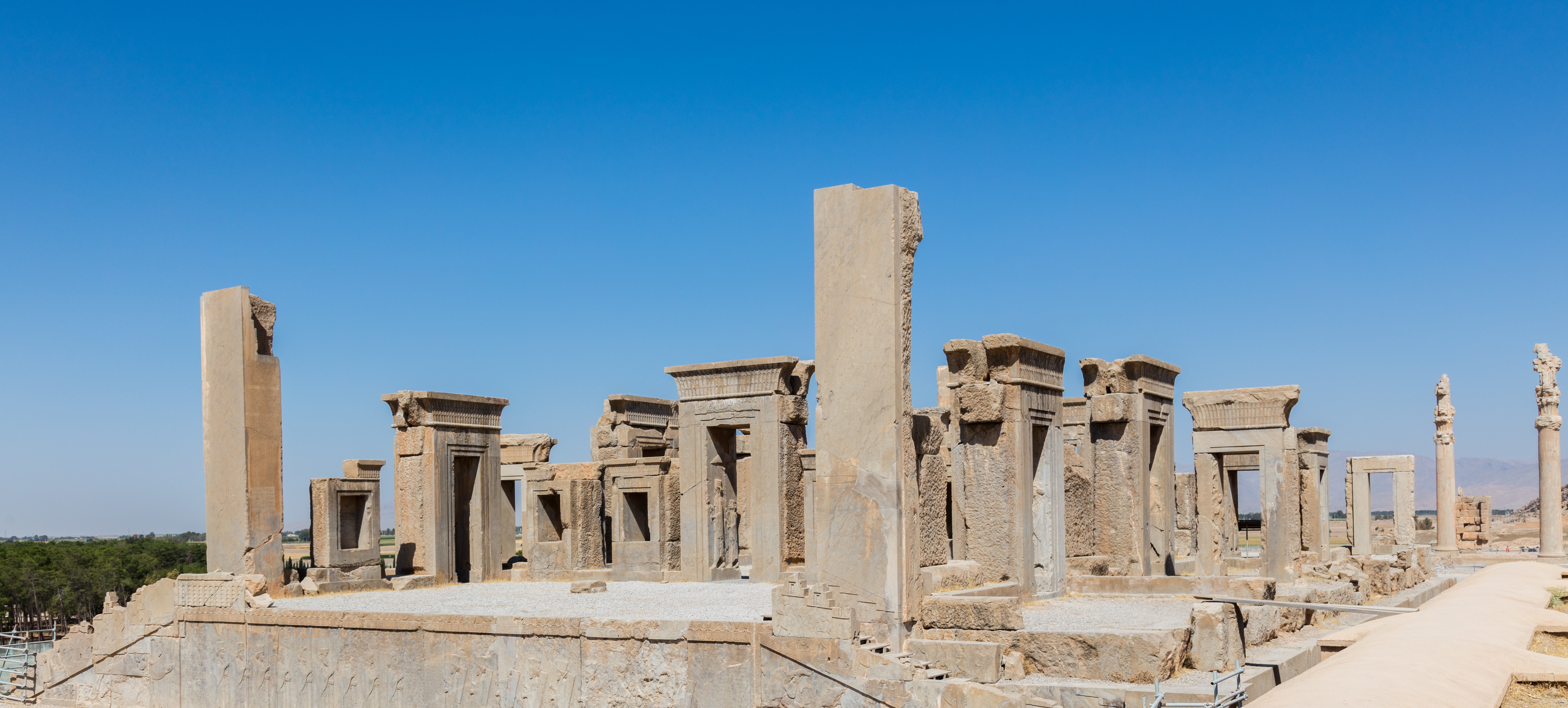
Vista general
Baix relleu del Taçara
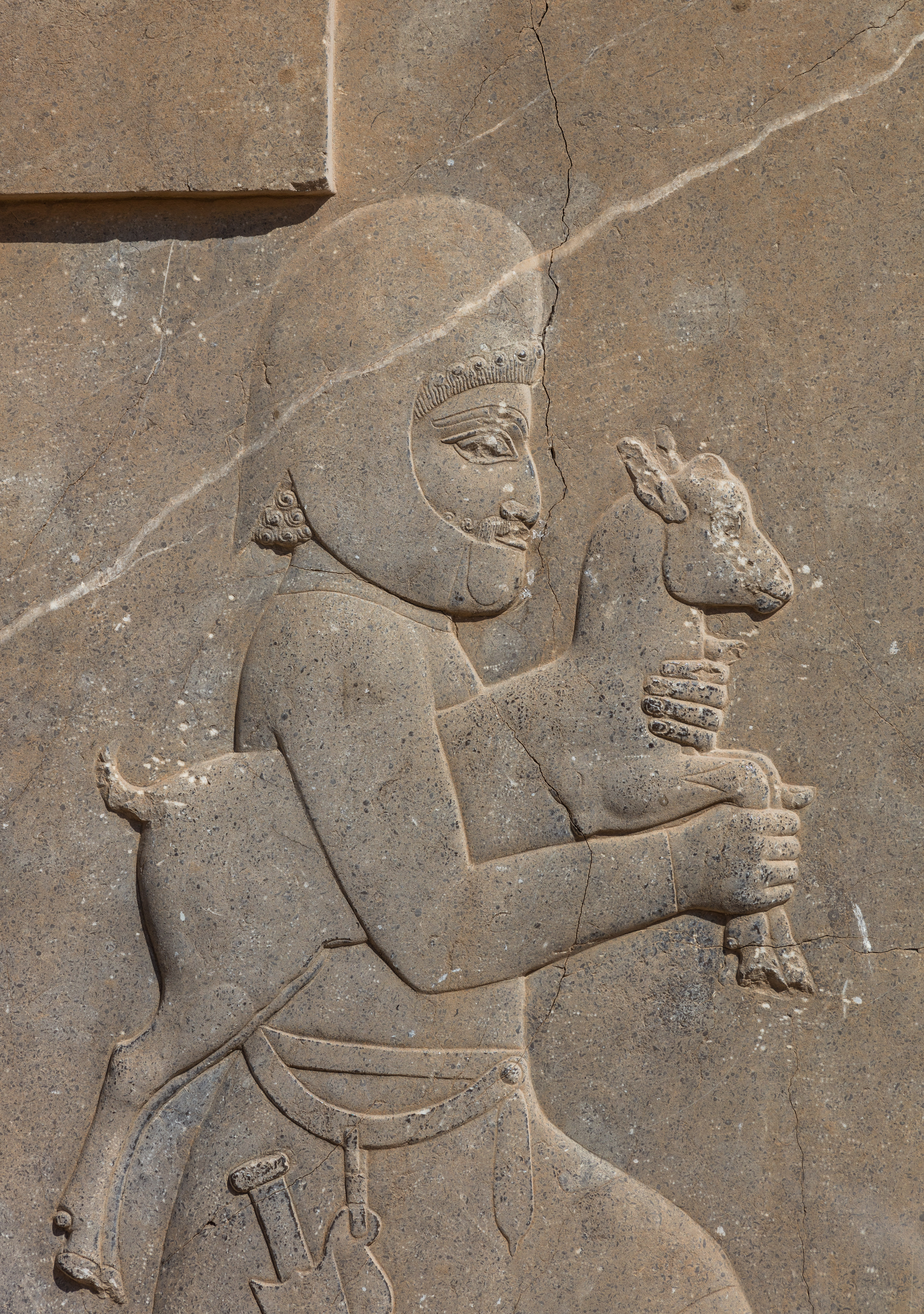
Detall d'un membre d'una comitiva amb un xai com a obsequi
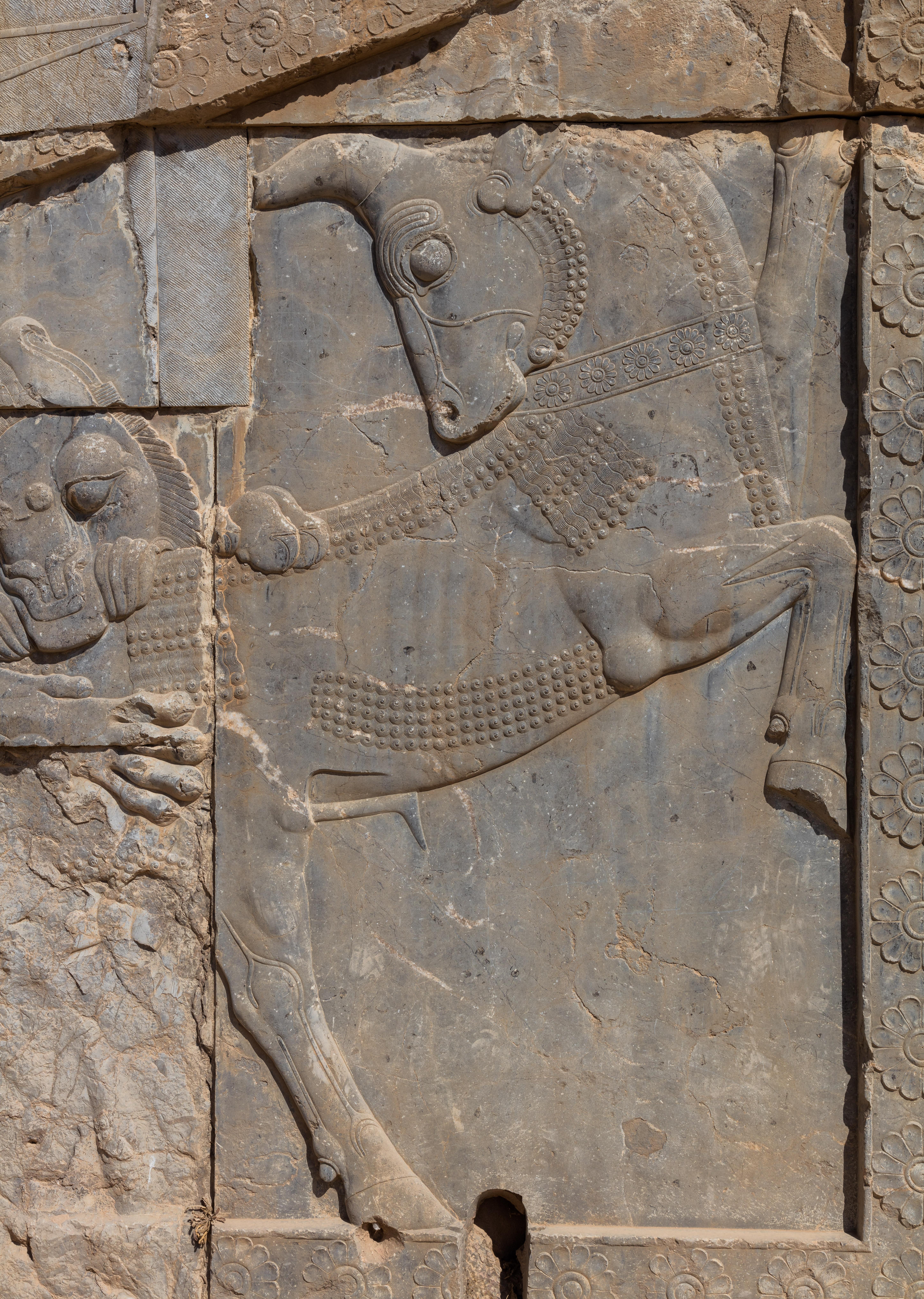
Detall de la lluita entre un lleó i un toro
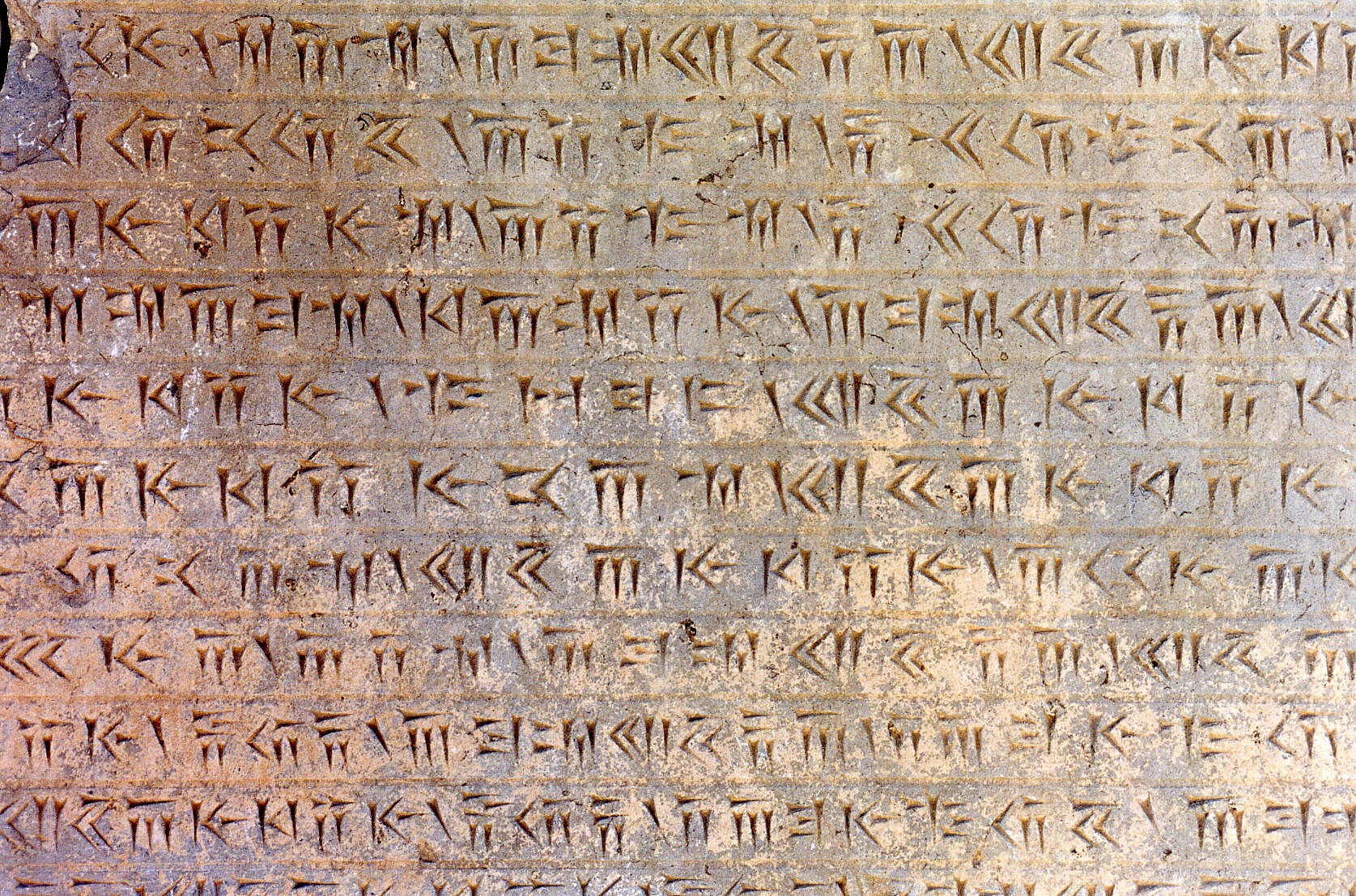
Inscripció